# 奥冬和兰兰
奥冬和兰兰，是中国的漫画家组合。奥冬在2001年开始创作漫画，2007年与兰兰合作。奥冬是东北人，在大学毕业后第一份工作是到天津的一家漫画公司打工。而兰兰是天津人，读的是医学专业。毕业后她到医院工作，2003年，她瞒着家人辞去工作，然后去了一家漫画公司应聘，并通过了面试。

## 作品
- 时空幽客[3]
- 星太奇[4]